# Dagamessa (Ort)
Dagamessa ist eine osttimoresische Siedlung im Suco Mau-Ulo (Verwaltungsamt Ainaro, Gemeinde Ainaro).

## Geographie und Einrichtungen
Das Dorf Dagamessa liegt im Zentrum der Aldeia Mau-Ulu-Lau in einer Meereshöhe von 1326 m. Hier befinden sich die Quellen des Sarais, eines Nebenflusses des Belulik. Im Dorf steht der Sitz des Sucos. Der Friedhof wird durch die Grenze zu Mau-Ulo-Pú geteilt. Die Häuser gruppieren sich um eine Straße, die in Ost-West-Richtung die Aldeia durchquert. Folgt man ihr nach Osten gelangt man nach Mau-Ulo, dem Hauptort des Sucos und weiter nach Ainaro, der Gemeindehauptstadt. Westlich liegt die Aldeia Hato-Lau.
In Dagamessa gibt es eine Grundschule.